# アリューシャン低気圧

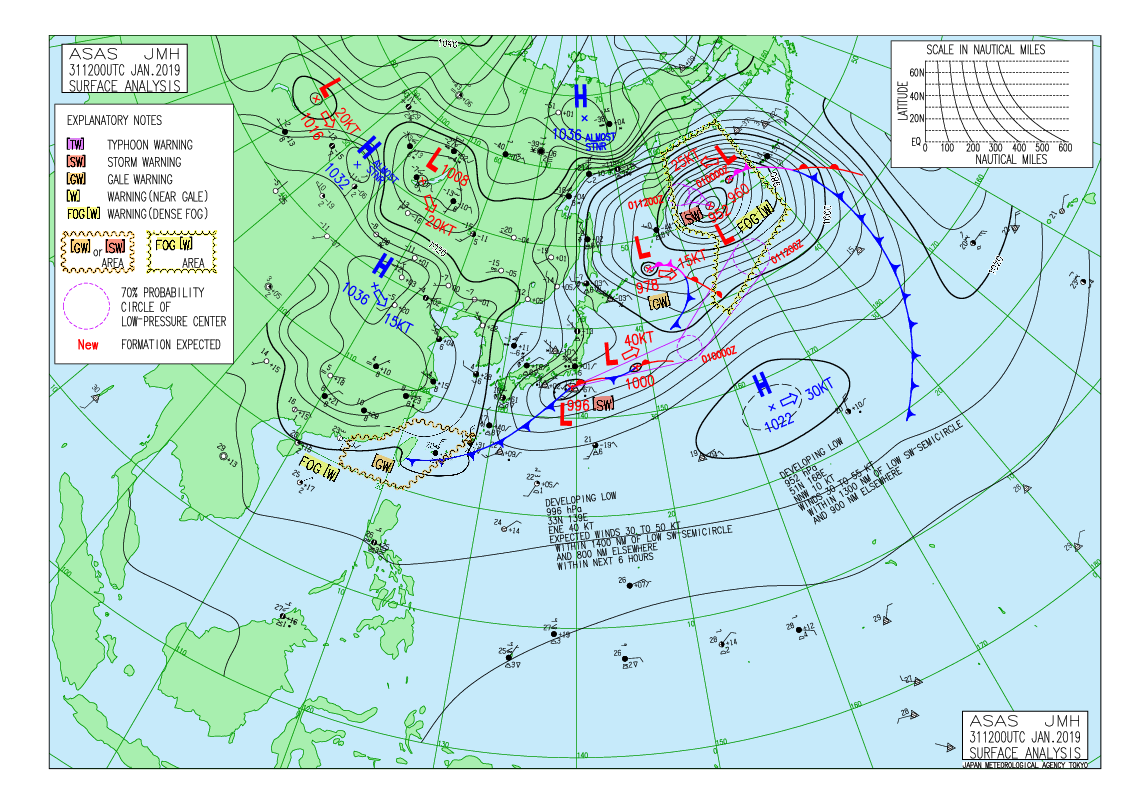
平成31年1月31日21時の天気図。アリューシャン海域に952hPaまで発達した低気圧がある。出典：https://www.jma.go.jp/bosai/weather_map/

アリューシャン低気圧（-ていきあつ、Aleutian low）とは、北太平洋のアリューシャン列島付近で、冬季に発生する低気圧のことである。

## 概要

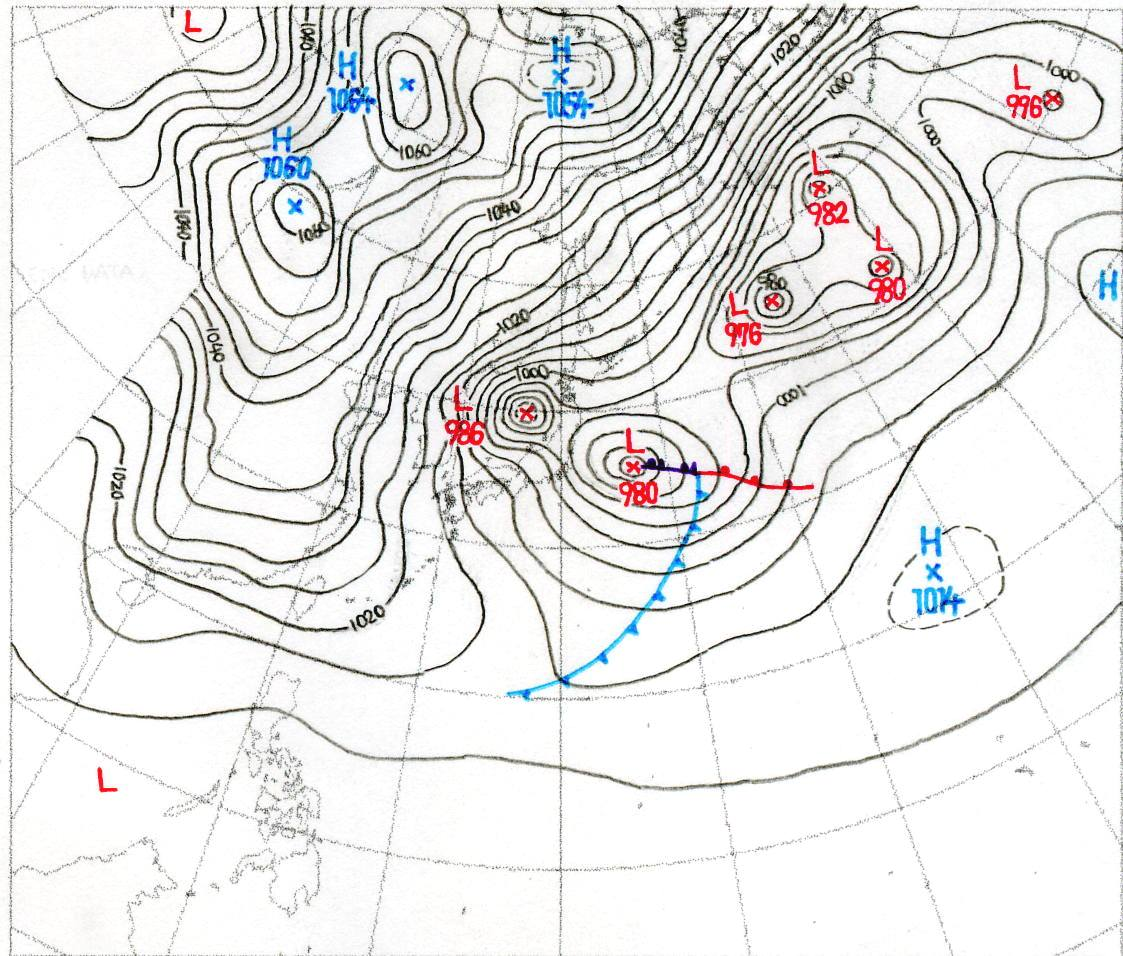
2005年12月5日の天気図。画像右上の低気圧群がアリューシャン低気圧。

夏が終わって秋雨前線が日本列島を南下するとともに、前線の北では高気圧が発達し始める。これがシベリア高気圧である。9月末から10月になると、シベリア高気圧は中国大陸にまで勢力を広げるが、中国大陸はまだ気温が高いため、もともと寒冷なシベリア気団が変質して暖かい揚子江気団になる。揚子江気団は偏西風の影響で常に流されてしまい、移動性高気圧となって日本に周期的に訪れ、数日ごとに晴れと雨を繰り返す秋の天候を作る。移動性高気圧の間には低気圧ができるが、この時期シベリア気団の影響が少ないためこの低気圧の発達原因となる温度差はまだ小さい。
秋が終わりに近づくと、シベリア気団が勢力を増して、移動性高気圧の間の低気圧が発達し始め、日本付近を発達しながら通過して荒天をもたらすようになる。一方、シベリア高気圧はオホーツク海にまで勢力を広げ、遠隔相関によってその東側のアリューシャン列島付近は気圧が相対的に低くなる。
本格的な冬に入ると、日本付近を通過した低気圧が、気圧が低いアリューシャン列島方面に集中的に押し流されるようになる。すると、シベリア高気圧からの冷たい乾燥した空気と、移動してくる低気圧が運ぶ太平洋高気圧からの温かい湿った空気が、ちょうどアリューシャン列島付近でぶつかり合い、低気圧が発達しやすい環境を作り出す。
こうして、アリューシャン列島付近は常に低気圧が現れては発達することで、恒常的に気圧が低い状態となり、それが冬の間ずっと続く。
アリューシャン低気圧の勢力は、年々少しずつ変動を繰り返している。この変動は、黒潮などの海流や偏西風などの大気の大循環に大きな影響を与え、年々の天候の変化に関係している。また、アリューシャン低気圧とアイスランド付近の北大西洋にできるアイスランド低気圧は、片方の気圧が低いときはもう一方の気圧が高いという関係がみられ、アリューシャン低気圧・アイスランド低気圧シーソー(AIS)として知られている。
また、アリューシャン低気圧の勢力によっては、15メートル以上の強風域が、直径で4000キロメートル以上に達するものもある。
2021年1月1日3時（日本時間）に、アリューシャン列島付近で、924hPa（アメリカ海洋大気庁の解析では、日本時間同日朝に921hPaまで低下と解析）まで発達した。